# フィル・ブラウン
フィリップ "フィル"・ブラウン（Philip "Phil" Brown、1959年5月30日 - ）は、イングランド、サウスシールズ出身の元サッカー選手。右サイドバックを務め、18年に及ぶ選手キャリアでリーグ戦では600試合以上に出場しているが、トップリーグでのプレイ経験はない。しかし、監督として2008年のチャンピオンシップのプレイオフを勝ち抜き、ハル・シティをクラブの104年の歴史上で初めてとなるトップリーグ昇格へ導いた。

## 選手経歴
ノースイーストで学生生活を送り、化学はオリンピック選手のブレンダン・フォスターから教えを受け、彼はブラウンにサッカーよりも陸上をするように薦めた。
サッカー選手としては、サウスシールズのサンデーリーグでプレイを始め、プロサッカー選手としては、サイドバックとしてハートリプール・ユナイテッド、ハリファクス・タウン、ボルトン・ワンダラーズで多くのキャリアを過ごし、最後はサム・アラダイスが監督を務めていたブラックプールでプレイをした。

## 監督経歴

### コーチとして
ブラウンは、ブルース・リホの薦めにより、選手としてボルトンに在籍している時からコーチングライセンスの取得を目指し始めた。ブラックプールでサム・アラダイスのアシスタントコーチを務めたのがコーチとしては初めての経験であり、現役引退後にコリン・トッドのアシスタントコーチとしてボルトン・ワンダラーズに戻った。1999年にトットが監督を解任され、サム・アラダイスが後任に就くまで、監督代行として5試合で指揮を執り、4勝を挙げた。それからブラウンは、監督としてのキャリアをスタートさせるまで、アラダイスの下で6年間アシスタントコーチを務めた。

### ダービー・カウンティ
ブラウンの正式な監督としてのキャリアは、2005年7月、ジョージ・バーリーの後任として、ダービー・カウンティで始まった。ダービーでは良い成績を収めることが出来ず、リーグ戦でコヴェントリー・シティに6-1、FAカップ4回戦でコルチェスター・ユナイテッドに3-1で連敗を喫した2007年1月に監督を解任された。ブラウンが去った時、ダービーは19位であった。

### ハル・シティ
2006年10月27日、フィル・パーキンソンが監督を務めるハル・シティのトップチームのコーチに就任した。ハルは低迷し、リーグで22位に沈んでいた2006年12月4日にパーキンソンは監督を解任され、ブラウンはコリン・マーフィーと共同で監督代行を務めることになった。代行監督の下でハルは6試合で4勝1分けの成績を残し降格圏を脱し、2007年1月4日にブラウンは正式な監督就任のオファーを受けた。

#### チャンピオンシップでの戦いと昇格
ブラウンはタイガースを残留させることに成功し、翌シーズンは、2008年5月24日にウェンブリーで行われたチャンピオンシップのプレイオフ決勝でブリストル・シティに勝利し、クラブを創設から104年で初めてとなるトップリーグ昇格へ導いた。ブラウンは、「紛れもなく人生で最良の日である。」と、喜びを語った。

#### プレミアリーグ
2008年8月16日に行われたフルアムとの開幕戦に2-1で勝利し、トップリーグでの初勝利を記録した後にクラブから3年間の新たな契約を提示された。2009年9月28日にはエミレーツ・スタジアムでアーセナルに2-1で勝利した。アーセナルがエミレーツで敗北を喫したのはそれまで1度しかなく、ハルのプレスはクラブ史上最大の勝利であると讃えた。翌週には、最下位のトッテナム・ホットスパーに1-0、ウェスト・ブロムウィッチ・アルビオンに3-0で連勝するなど好成績を残し、9月の月間最優秀監督に選出された。
好スタートを切ったがシーズン途中に失速し、残留を決めるのに必要な勝点を得ることに苦しみ、厳しいシーズンを送るとともに、ブラウンはいくつかの論争となる出来事に関わった。2008年11月に0-5で敗れたウィガン・アスレティック戦の最中にとった行動により、FAから1,000ポンドの罰金と厳重注意を受けた。2008年12月26日に行われたマンチェスター・シティ戦のハーフタイムには、チームのパフォーマンスに不満を持ったブラウンが、多くの観客の目に止まるピッチ上で選手を鼓舞するという行動に出た。FAカップのニューカッスル・ユナイテッド戦では、ブラウンがニューカッスルのアシスタントコーチのクリス・ヒュートンを罵倒した後にジョー・キニア監督と口論になり、両監督ともに退席処分となり、ブラウンは2,500ポンドの罰金と厳重注意を受けた。2009年3月17日に行われたFAカップのアーセナル戦では、試合後にセスク・ファブレガスがアシスタントコーチのブライン・ホートンに唾を吐きかけたと主張したが、2009年5月22日にセスクの潔白が証明された。また、ブラウンはアーセン・ヴェンゲルが前の対戦後に握手を拒否したと非難した。リーグ戦のアーセナル戦後にはマイク・ライリー審判に対して不適切な発言をしたとの疑いがかけられ、ブラウンは3度目となる2,500ポンドの罰金と厳重注意を受けた。
2009年5月24日のシーズン最終戦のマンチェスター・ユナイテッド戦では0-1で敗れたものの、17位でプレミアリーグ残留を果たし、ブラウンは、クラブの歴史にとっても経営的な観点から見ても最高の功績であると述べた。試合終了後にはピッチに繰り出し、マイクを手に『スループ・ジョン・B』を歌った。
2009年の夏には、マイケル・オーウェン、フレイザー・キャンベルの獲得を試みたが、両名とも契約するには至らなかった。ブラウンは、セイ・オロフィンジャナ、レンタルでジョジー・アルティドールを獲得し、カメル・ギラス、スティーブン・ハント、ポール・マクシェイン、マイケル・ターナーがサンダランドに移籍したため、移籍期限終了間際にストーク・シティからレンタルでイブラヒマ・ソンコを加え、2009年1月にも獲得を試みたスティーヴン・ムヨコロを獲得することにも成功した。2009年9月3日には、自由契約でヤン・フェネホール・オフ・ヘッセリンクと契約を結んだ。
2010年3月13日に行われたリーグ戦でアーセナルに1-2で敗れ4連敗となり、チームは降格圏に沈み、2010年3月15日にブラウンは監督を解任された

### プレストン・ノースエンド
2011年1月6日、プレストン・ノースエンドFCの監督に就任した。

## 監督成績
2022年5月7日現在
| クラブ                          | 就任           | 退任           | 記録 | 記録 | 記録 | 記録 | 記録   |
| クラブ                          | 就任           | 退任           | 試   | 勝   | 分   | 敗   | 勝率   |
| ------------------------------- | -------------- | -------------- | ---- | ---- | ---- | ---- | ------ |
| ボルトン・ワンダラーズ (暫定)   | 1999年9月22日  | 1999年10月19日 | 6    | 4    | 1    | 1    | 066.67 |
| ダービー・カウンティ            | 2005年6月24日  | 2006年1月30日  | 33   | 7    | 14   | 12   | 021.21 |
| ハル・シティ                    | 2006年12月4日  | 2010年3月15日  | 157  | 52   | 40   | 65   | 033.12 |
| プレストン・ノースエンド        | 2011年1月6日   | 2011年12月14日 | 51   | 15   | 15   | 21   | 029.41 |
| サウスエンド・ユナイテッド      | 2013年5月25日  | 2018年1月17日  | 251  | 98   | 65   | 88   | 039.04 |
| スウィンドン・タウン            | 2018年5月12日  | 2018年11月11日 | 32   | 10   | 11   | 11   | 031.25 |
| プネー・シティ / ハイデラバード | 2018年12月24日 | 2020年1月11日  | 20   | 4    | 5    | 11   | 020.00 |
| サウスエンド・ユナイテッド      | 2021年4月9日   | 2021年10月9日  | 16   | 4    | 5    | 7    | 025.00 |
| バロー                          | 2022年3月21日  | 2022年5月22日  | 9    | 2    | 1    | 6    | 022.22 |
| 合計                            | 合計           | 合計           | 557  | 193  | 153  | 211  | 034.65 |

## 獲得タイトル
- プレミアリーグ月間最優秀監督：2008年9月[17]

## パーソナルライフ
ブラウンは、カレンと結婚し、ジェイミーとソフィーの二人の子どもを授かっている。両親のロニーとペギーもサッカーファンであり、サンダランドが贔屓のクラブである。陸上の長距離選手であるブレンダン・フォスターが恩師の一人である。